# Función definida a trozos

Ejemplo de gráfica de una función definida a trozos.

En matemáticas, una función definida a trozos (también denominada función multipartes, función por partes, función por pedazos, función por intervalo, función seccionada o función definida por tramos) es una función cuya definición, (la regla que define la dependencia), llamada regla de correspondencia, cambia dependiendo del valor de la variable independiente.
Formalmente, una función real f (definida a trozos) de una variable real x es la relación cuya definición está dada por varios conjuntos disjuntos de su dominio (conocidos como subdominios).
La palabra "A trozos" se usa para describir cualquier propiedad de una función definida a trozos que se cumple para cada trozo aunque podría no cumplirse para todo el dominio de f. Por ejemplo, una función es diferenciable a trozos si cada trozo es diferenciable a lo largo del dominio.

## Definición
Si A y B son dos conjuntos cualquiera y x una función

{\displaystyle f:A\to B}

definida entre ellos. Supongamos que A puede representarse como una unión de conjuntos disjuntos Ai

{\displaystyle A=\bigcup _{i=1}^{n}A_{i},\quad {\mbox{ con }}A_{i}\cap A_{j}=\emptyset \ \forall j\neq i}

y que, para cada uno de los Ai, existe una función fi

{\displaystyle f_{i}:A_{i}\to B}

Entonces
| f es una función definida a trozos si {\displaystyle \forall x\in A_{i}\ f(x)=f_{i}(x),\quad 1\leq i\leq n}. |

En otras palabras, f es definida a trozos si su regla de asignación es diferente para al menos dos valores de la variable independiente.

## Notación e interpretación

Gráfica de la función valor absoluto, y = x.

Las funciones definidas a trozos se expresan con una notación funcional común, donde el cuerpo de la función es una lista de expresiones matemáticas asociadas a subconjuntos del dominio.
Por ejemplo, la función valor absoluto

{\displaystyle \mathrm {abs} :\mathbb {R} \longrightarrow \mathbb {R} }

puede definirse así

{\displaystyle |x|\equiv \mathrm {abs} \,(x)=\left\{{\begin{array}{rcl}-x,&{\mbox{si }}&x<0\\x,&{\mbox{si }}&x\geq 0\end{array}}\right.}

En este caso, el dominio fue dividido en los conjuntos

{\displaystyle D_{1}=\{x\in \mathbb {R} :x<0\},\quad D_{2}=\{x\in \mathbb {R} :x\geq 0\}}

los cuales son disjuntos y cumplen

{\displaystyle D_{1}\cup D_{2}=\mathbb {R} }

Para todos los valores de x menores que cero, la primera expresión matemática de la definición de abs(x) debe ser utilizada. Como esta expresión es –x, el signo del valor que asignamos a la variable independiente se invierte. De modo similar, para todos los valores de x mayores o iguales que cero, la segunda expresión matemática (la función x) es utilizada.
A continuación, se presenta una tabla con valores de abs(x), en algunos puntos x del dominio.
| x    | abs(x) | Expresión utilizada |
| ---- | ------ | ------------------- |
| −3   | 3      | −x                  |
| −0.1 | 0.1    | −x                  |
| 0    | 0      | x                   |
| 1/2  | 1/2    | x                   |
| 5    | 5      | x                   |

En general, para evaluar una función definida a trozos en un determinado valor del dominio, seleccionamos la expresión matemática cuyo subdominio contiene el valor a evaluar.

## Continuidad

Una función definida a trozos con diferentes funciones cuadráticas a cada lado de.

Una función definida a trozos es continua en un intervalo dado si está definida por el intervalo, las expresiones matemáticas apropiadas que constituyen a la función son continuas en ese intervalo, y no hay discontinuidad en ningún punto extremo de los subdominios en ese intervalo.
Para determinar si los puntos extremos de los subdominios son puntos de continuidad, hay que comprobar que los límites laterales de la función coinciden.
La función que está a la derecha, por ejemplo, es una función definida a trozos continua en todos sus subdominios, pero no es continua en todo el dominio. Dicha función tiene un salto de discontinuidad (un agujero) en {\displaystyle x_{0}} (los límites laterales no coinciden).